# August von Dönhoff

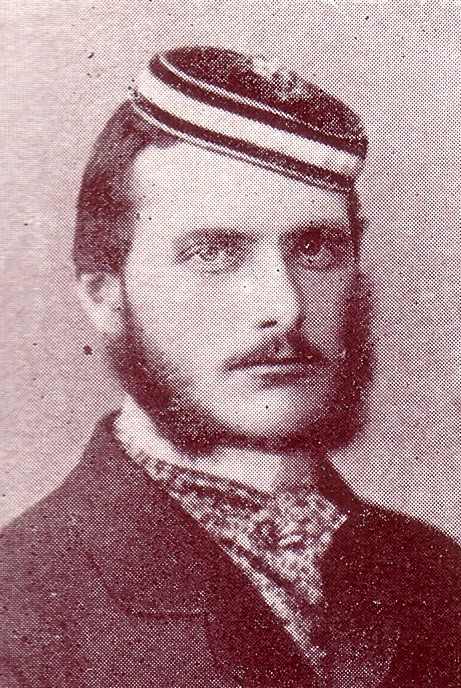
Graf Dönhoff als Student

August Karl Graf von Dönhoff-Friedrichstein (* 26. Januar 1845 in Frankfurt am Main; † 9. September 1920 auf Schloss Friedrichstein (Ostpreußen)) war ein preußischer Adliger und Politiker.

## Leben
August von Dönhoff entstammte dem ostpreußischen Zweig der Dönhoffs. Sein Vater war der Diplomat und preußische Außenminister August Heinrich Hermann von Dönhoff, seine Mutter Pauline, geborene Gräfin von Lehndorff. August wuchs auf dem Familienschloss Friedrichstein unweit von Königsberg i. Pr. auf und besuchte das Kneiphöfische Gymnasium. Nach dem Abitur studierte er an der Rheinischen Friedrich-Wilhelms-Universität Bonn Rechtswissenschaft. 1865 wurde er im Corps Borussia Bonn recipiert. Als preußischer Major nahm er im Alter von 21 Jahren am Deutschen Krieg teil. Er war von 1868 bis 1870 Referendar am Kammergericht und diente dann im Deutsch-Französischen Krieg erneut als Major. Wie sein Vater schlug auch August von Dönhoff die diplomatische Laufbahn ein und wirkte als Gesandtschaftssekretär im Rang eines Legationsrates für das Kaiserreich in Paris, Wien, London, Sankt Petersburg und Washington. In Washington freundete er sich mit dem Innenminister Carl Schurz an und begleitete ihn auf einer abenteuerlichen Reise in den amerikanischen Westen. Seine diplomatischen Ämter legte Dönhoff nieder, als er nach dem Tod seines Vaters im Jahre 1874 dessen erblichen Sitz im Preußischen Herrenhaus übernahm. Bei der Reichstagswahl 1881 zog er als Vertreter der Deutschkonservativen in den deutschen Reichstag (Deutsches Kaiserreich) ein. Er wurde im Reichstagswahlkreis Regierungsbezirk Königsberg 4 (Fischhausen-Königsberg-Land) gewählt. Diesem gehörte er bis 1903 an und vertrat dabei die Interessen des ostelbischen Adels und Großgrundbesitzes. 1906 wurde er preußischer Landhofmeister und wurde im Jahrbuch der Millionäre, ohne nähere pekuniäre Angaben, publiziert.
Von 1916 bis 1919 war Graf Dönhoff Kommendator der Preußischen Genossenschaft des Johanniterordens. 1917 gehörte August von Dönhoff zu den Gründungsmitgliedern der Deutschen Vaterlandspartei, die für eine Durchhaltepolitik und einen „Siegfrieden“ im Ersten Weltkrieg eintrat. Dönhoff starb 75-jährig auf Schloss Friedrichstein.
Dönhoff war 1891 Mitbegründer der „Bauvereinigung Eigenhaus“, die in Karlshorst Bauland für die Errichtung von Wohnhäusern für Minderbemittelte erwarb. Seit 1898 gibt es deshalb eine nach ihm benannte Straße im heutigen Berliner Ortsteil Karlshorst.

## Familie
1896 heiratete August von Dönhoff in Karwitz die 24 Jahre jüngere Maria von Lepel (1869–1940), mit der er acht Kinder hatte:
- Wilhelm (geb./gest. 1897)
- Christa (1898–1924), verh. 1922 mit Bruno Freiherrn von Dellingshausen
- Heinrich (1899–1942), verh. 1938 mit Dorothea Gräfin von Hatzfeldt-Wildenburg
- Yvonne Franziska Ilda (1901–1991), verh. 1919 mit Alexander von Kuenheim
- Dietrich Wilfried Georg Karl (1902–1991), verh. 1933 mit Karin („Sissi“) Gräfin von Lehndorff
- Christoph August Bernhard (1906–1992), verh. 1931 mit Vera Burkart
- Maria Elisabeth Helene Freda (1908–1965), geb. mit dem Down-Syndrom, gest. in Bethel
- Marion Hedda Ilse (1909–2002)